# メンローヴ・アヴェニュー
『メンローヴ・アヴェニュー』(英語: Menlove Ave.)は、ジョン・レノンの死後6年目の1986年にリリースされた、1973年から74年の間にレコーディングされた未発表音源を集めたコンピレーション・アルバムである。レノンの未亡人であるオノ・ヨーコが監修した。
アルバム・タイトルはレノンが幼少期を過ごした伯母ミミの家(通称：メンディップス)のある、リヴァプール・メンローヴ・アヴェニュー251番地にちなんでいる。

## 解説
2年前の『ミルク・アンド・ハニー』に続く、レノンの死後2作目の未発表音源集である。過去のアーカイヴから編集されたものとしては最初のアルバムである。
サイド1は、1973年にロサンゼルスで行われたオールディーズ・カバー・アルバム『ロックン・ロール』のレコーディング・セッション録音されたもの。「ヒア・ウィ・ゴー・アゲイン」はこのセッションで唯一のオリジナル楽曲。但し「ロック・アンド・ロール・ピープル」のみ、アルバム『マインド・ゲームス』のレコーディング・セッションで録音されたもの。この曲はジョニー・ウィンターのアルバム『俺は天才ギタリスト』（1974年）に提供された。「エンジェル・ベイビー」は元の音源を編集で約30秒引き伸ばしている。
サイド2は、アルバム『心の壁、愛の橋』のリハーサル・セッションで録音されたものである。
1986年のクリスマスにリリースされたこのアルバムにはレノンの未発表音源が収録されていたにもかかわらず、プロモーションをほとんど行わなかったため、イギリスではチャートインできず、アメリカでは127位が最高位という低調な結果に終り、レノンにとって当時最も成功しなかったアルバムとなってしまった。
2023年現在、廃盤で配信・ストリーミング共に行われていない。

## アートワーク
このアルバムのアートディレクションはマーク・シューリーとロイ・コハラが担当した。1980年にレノンが亡くなる数ヶ月前にアンディ・ウォーホルが制作したポートレートが使われている。

## 収録曲

### オリジナル・アナログ・LP
| #         | タイトル                                                   | 作詞・作曲                        | 時間  |
| --------- | ---------------------------------------------------------- | --------------------------------- | ----- |
| 1.        | 「ヒア・ウィ・ゴー・アゲイン」(Here We Go Again)           | ジョン・レノン フィル・スペクター | 4:50  |
| 2.        | 「ロック・アンド・ロール・ピープル」(Rock 'n' Roll People) | ジョン・レノン                    | 4:21  |
| 3.        | 「エンジェル・ベイビー」(Angel Baby)                       | ロージー・ハムリン                | 3:42  |
| 4.        | 「マイ・ベイビー・レフト・ミー」(Since My Baby Left Me)    | アーサー・クルーダップ            | 3:48  |
| 5.        | 「トゥ・ノウ・ハー・イズ・トゥ・ラヴ・ハー」               | フィル・スペクター                | 4:37  |
| 合計時間: | 合計時間:                                                  | 合計時間:                         | 21:18 |

| #         | タイトル                                                  | 作詞・作曲                      | 時間  |
| --------- | --------------------------------------------------------- | ------------------------------- | ----- |
| 1.        | 「鋼のように、ガラスの如く」(Steel and Glass)             | ジョン・レノン                  | 4:10  |
| 2.        | 「心のしとねは何処」(Scared)                              | ジョン・レノン                  | 4:17  |
| 3.        | 「枯れた道」(Old Dirt Road)                               | ジョン・レノン ハリー・ニルソン | 3:53  |
| 4.        | 「愛の不毛」(Nobody Loves You (When You're Down and Out)) | ジョン・レノン                  | 4:29  |
| 5.        | 「果てしなき愛」                                          | ジョン・レノン                  | 4:05  |
| 合計時間: | 合計時間:                                                 | 合計時間:                       | 20:54 |